# Porsche Tennis Grand Prix 2023
Porsche Tennis Grand Prix 2023 a fost un turneu de tenis feminin care s-a jucat pe terenuri cu zgură, acoperite. A fost cea de-a 45-a ediție a Porsche Tennis Grand Prix și a făcut parte din turneele WTA 500 din Circuitul WTA 2023. A avut loc la Porsche Arena din Stuttgart, Germania, în perioada 17-23 aprilie 2023.
Opt dintre primele zece jucătoare din lume au participat la simplu. Au lipsit doar nr. 3 mondial Jessica Pegula și nr. 10 mondial Petra Kvitová, care s-a retras înainte de start din cauza unei accidentări la piciorul drept. Primele două jucătoare ale Germaniei, Jule Niemeier și Tatjana Maria, care au câștigat runda de calificare la Cupa Billie Jean King împotriva Braziliei în weekendul de dinaintea începerii turneului de Stuttgart, au jucat pe tabloul principal după ce au primit câte un wild card. De asemenea, Emma Răducanu și fosta nr. 2 mondială Paula Badosa au primit fiecare câte un wild card. Fosta finalistă de la Wimbledon, Sabine Lisicki, a revenit după o lungă absență din cauza accidentărilor, ea primind un wild card.
Pe lângă premii în bani, câștigătoarea a fost premiată cu un Porsche Taycan Turbo S Sport Turismo. În săptămâna turneului, mașina sport a stat pe o tribună la un capăt al terenului central unde va putea fi văzută de toată lumea, ca motivație pentru jucătoare.

## Campioni

### Simplu
Pentru mai multe informații consultați Porsche Tennis Grand Prix 2023 – Simplu

### Dublu
Pentru mai multe informații consultați Porsche Tennis Grand Prix 2023 – Dublu

## Puncte și premii în bani

### Distribuția punctelor
| Probă  | C   | F   | SF  | QF  | R16 | R2  | Q   | Q2  | Q1  |
| Simplu | 470 | 305 | 185 | 100 | 55  | 1   | 25  | 13  | 1   |
| Dublu  | 470 | 305 | 185 | 100 | 1   | N/A | N/A | N/A | N/A |

### Premii în bani
| Probă          | C         | F        | SF       | QF       | R16      | R32     | Q2      | Q1      |
| Simplu feminin | 120.150 € | 74.161 € | 43.323 € | 22.800 € | 11.600 € | 8.320 € | 6.830 € | 4.090 € |
| Dublu feminin  | 40.100 €  | 24.300 € | 13.900 € | 7.200 €  | 4.350 €  | N/A     | N/A     | N/A     |